# Melitta harrietae
Melitta harrietae är en biart som först beskrevs av Charles Thomas Bingham 1897.  Melitta harrietae ingår i släktet blomsterbin, och familjen sommarbin. Inga underarter finns listade i Catalogue of Life.